# Збруч (газета)
«Збру́ч» (логотип поданий українською латинкою як «Zbruč») — українська інтернет-газета. Видання вперше з'явилося 11 лютого 2013 року. Головний редактор — політолог Орест Друль, ексредактор газети «Поступ» (Львів).

## Контент
Інтернет-газета має такі розділи: «В Україні», «В Галичині», «У світі», «Наука», «Штука», «Минуле», «Дискурси».
Характерною особливістю сайту є рубрики, у яких вміщено україномовні матеріали з періодичних видань минулого («Діло», «Народ», «Руслан», «Прикарпатская Русь», «Вістник Союза визволення України», «Вільна Україна», «Краківські вісті» тощо), опубліковані за 75, 100 та 125 років перед повторною публікацією в «Збручі».

## Автори
Серед найвідоміших авторів інтернет-газети — Софія Андрухович, Юрій Андрухович, Юрій Винничук, Назарій Заноз, Андрій Квятковський, Ілько Лемко, Іван Лучук, Олександр Бойченко, Андрій Любка, Марія Кривенко, Майкл (Михайло Мишкало), Василь Махно, Євген Нахлік, Тарас Прохасько, Микола Рябчук та інші.

## Власники
Власник сайту Zbruc.eu — ЛМГО «Західна аналітична група».
За даними видання «Наші Гроші. Львів», інвестором видання є львівський бізнесмен Володимир Матківський, який контролює Радехівський цукровий завод.